# 최진영 (1965년)
최진영(1965년 12월 10일 ~ )은 대한민국의 음악가이다.
5살때부터 피아노를 치기 시작, 7살부터 정식으로 클래식 피아노 레슨을 받고 피아니스트가 될 꿈을 가졌지만 부모님의 뜻에 따라 연세대학교 법과대학에 진학하게 되었다. 참고로 최진영의 조부는 판사 출신이며, 모는 서울대 법학과를 졸업했다. 최진영은 3남 중 막내.
대학시절 이전부터 CM Song 작편곡, 언더그라운드 가수등의 음악 경력을 쌓기 시작하였는데 최진영의 목소리에 반한 들국화의 최성원이 다른 음악인들과 함께 최진영의 가수로서의 데뷔를 추진해주었다. 최성원은 최진영 1집의 제작기획을 맡기도 하였다. 또한 한겨레에서 발매한 <겨레의 노래> 앨범에 직접 작곡한 <이 세상에>라는 곡을 수록하였는데, 이 노래는 <겨레의 노래> 중에서 유일하게 심의를 통과한 곡이기도 하다. 그리고 동아기획에서 정기적으로 주최한 <우리 모두 여기에> 콘서트에 소속 싱어송라이터로 참여하였다.
1990년의 데뷔앨범에서 이미 뛰어난 가창력 뿐 아니라 작곡실력까지도 보여주었고 그 후 2집부터는 기획자로서도 두각을 나타내어 지금까지 연주, 노래, 작곡, 기획을 모두 겸하는 음악가이다.
특히 MBC드라마 <사랑을 그대품안에>, <내가 사는 이유>, <우리가 정말 사랑했을까>, 그리고 <신입사원>의 주제가를 기획, 작곡, 노래하였다. 배우 유오성이 주연으로 나오고 곽경택이 감독한 고 김득구의 일대기를 그린 영화 <챔피언(2002)>의 주제가를 부르기도 했다.